# Sergio Cofferati

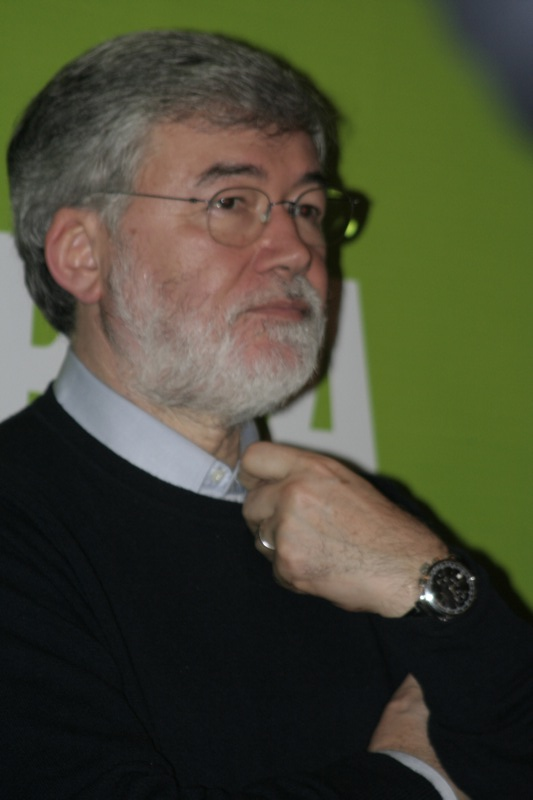
Sergio Cofferati (2008)

Sergio Gaetano Cofferati (* 30. Januar 1948 in Sesto ed Uniti, Provinz Cremona) ist ein italienischer Gewerkschafter und Politiker (DS, PD, SI). Er war von 2004 bis 2009 Bürgermeister von Bologna und von 2009 bis 2019 Mitglied des Europäischen Parlaments.

## Leben
Cofferati ist diplomierter Gewerbetechniker für Elektrotechnik. Er war von 1969 bis 1974 als Angestellter im Büro für Arbeitsorganisation des Reifenherstellers Pirelli in Bicocca (Mailand) tätig. Ab 1988 war er Generalsekretär der FILCEA, der Chemiearbeiter-Sparte der kommunistisch orientierten Gewerkschaft Confederazione Generale Italiana del Lavoro (CGIL). 1990 wurde er in das nationale Sekretariat der CGIL gewählt, von 1994 bis 2002 war er ihr Generalsekretär. Am 23. März 2002 sprach er bei einer Protestversammlung gegen die Änderung des Kündigungsschutzgesetzes im Circus Maximus in Rom vor schätzungsweise 700.000 Menschen.
Als Mitglied der Democratici di Sinistra (DS; Linksdemokraten) kandidierte Cofferati bei der Kommunalwahl 2004 – unterstützt vom Mitte-links-Bündnis L’Ulivo – für das Amt des Bürgermeisters von Bologna. Er gewann bereits im ersten Wahlgang mit 55,9 % gegen den Amtsinhaber Giorgio Guazzaloca vom Mitte-rechts-Lager. Cofferati beteiligte sich 2007 an der Fusion der DS mit weiteren Mitte-links-Parteien zur Partito Democratico und gehörte deren Gründungskomitee an. Nach fünf Jahren als Bürgermeister trat er nicht für eine Wiederwahl an.
Stattdessen kandidierte er 2009 bei der Europawahl und wurde als Vertreter des Wahlkreises Nordwestitalien in das Europäische Parlament gewählt. Dort schloss er sich der Fraktion der Progressiven Allianz der Sozialdemokraten (S&D) an, war Mitglied im Ausschuss für Beschäftigung und soziale Angelegenheiten (2009–12) und im Sonderausschuss zur Finanz-, Wirtschafts- und Sozialkrise (2009–11) bzw. im Ausschuss für Binnenmarkt und Verbraucherschutz (2012–14), dessen stellvertretender Vorsitzender er 2013–14 war. Zudem war er Delegierter für die Beziehungen zu Iran (2009–14), in der Parlamentarischen Versammlung Europa-Lateinamerika (2009–13) sowie für die Beziehungen zu Kanada. Nach seiner Wiederwahl 2014 war er bis 2015 erneut stellvertretender Vorsitzender, anschließend einfaches Mitglied des Binnenmarkt-Ausschusses sowie Delegierter für die Beziehungen zu Palästina, außerdem 2016–17 Mitglied des Untersuchungsausschusses zur Prüfung von behaupteten Verstößen gegen das Unionsrecht und Missständen bei der Anwendung desselben im Zusammenhang mit Geldwäsche, Steuervermeidung und Steuerhinterziehung.
Im Vorfeld der Regionalwahl in Ligurien 2015 bewarb sich Cofferati um die Spitzenkandidatur der PD, unterlag bei der Vorwahl aber seiner parteiinternen Konkurrentin Raffaella Paita. Cofferati erhob den Vorwurf von Unregelmäßigkeiten bei dieser Vorwahl. Aus Protest trat er aus der PD aus. Stattdessen unterstützte er die Kandidatur von Luca Pastorino von Possibile, einer Linksabspaltung von der PD, der auf 9,4 % kam. 2018 schloss sich Cofferati der Sinistra Italiana (SI; Italienische Linke) an, zu der sich mehrere Gruppierungen links von der PD zusammengeschlossen haben. Für die linke Liste Liberi e Uguali, zu der auch die SI gehört, trat Cofferati zur italienischen Parlamentswahl 2018 im Wahlkreis Genua 3 an, erhielt jedoch nur 5,4 % der Stimmen.